# Terrapin Station
| Recensione                    | Giudizio |
| ----------------------------- | -------- |
| Allmusic                      | [ 2 ]    |
| Christgau's Record Guide      | B        |
| Rolling Stone                 | [ 4 ]    |
| Encyclopedia of Popular Music | [ 5 ]    |
| Piero Scaruffi                | [ 6 ]    |

Terrapin Station è il nono album in studio del gruppo rock statunitense Grateful Dead, pubblicato nel 1977.

## Tracce
Lato 1
1. Estimated Prophet (John Perry Barlow, Bob Weir) – 5:37
2. Dancin' in the Streets (Marvin Gaye, Ivy Jo Hunter, William "Mickey" Stevenson) – 3:16
3. Passenger (Phil Lesh, Peter Monk) – 2:48
4. Samson and Delilah (tradizionale) – 3:29
5. Sunrise (Donna Godchaux) – 4:03

Lato 2
1. Terrapin Station Part 1 – 16:17

## Formazione
- Jerry Garcia - chitarra, voce
- Bob Weir - chitarra, voce
- Phil Lesh - basso
- Mickey Hart - batteria
- Bill Kreutzmann - batteria
- Donna Jean Godchaux - voce
- Keith Godchaux - tastiere, voce